# Atlantisch orkaanseizoen 1969
Het Atlantisch orkaanseizoen 1969 duurde van 1 juni 1969 tot 30 november 1969. Het seizoen 1969 was een hyperactief seizoen. De voornaamste oorzaak hiervan, was een sterke la Niña gedurende 1969, die ook de vorming van tropische cyclonen in de Grote Oceaan stimuleerde (zowel het oostelijke Grote Oceaan orkaanseizoen als het westelijk Grote Oceaan Tyfoonseizoen). Ondanks het grote aantal tropische stormen, bleven de meeste boven zee en als ze aan land kwamen, hadden zij veelal in kracht ingeboet. De uitzondering hierop was orkaan Camille, de zwaarste storm van het seizoen. Camille trof hetzelfde gebied als Katrina. Voor de komst van Katrina gold Camille als een ijkpunt, waartegen alle tropische cyclonen, die het gebied troffen tegen werden afgezet.
Het seizoen 1969 viel in een periode, dat men grote vorderingen maakte in het doorgronden van tropische cyclonen, hun kenmerken en hun ontwikkeling. Hierdoor zijn veel tropische stormen postuum als zodanig erkend tijdens de analyses. Ook zijn er veel tropische stormen van dit seizoen postuum tot orkaan opgewaardeerd. Het seizoen telde 17 tropische stormen en één subtropische. Van de 17 tropische stormen waren er 12 orkanen en van de 12 orkanen bereikten er vijf de derde categorie. Het aantal van 12 orkanen was een record, dat standhield tot Vince het evenaarde in 2005 en het later dat seizoen nog diverse malen werd gebroken. Ook het seizoen 2010 bereikte 12 tropische cyclonen de orkaandrempel.

## Cyclonen

### Tropische storm Ana
Op 25 juli vormde zich een tropische depressie in de buurt van Kaapverdië. Deze trok naar het westen en werd twee dagen later tropische storm Ana. Eerst leken de omstandigheden gunstig voor verdere ontwikkeling, maar een lagedrukgebied op grote hoogte maakte voorlopig een einde aan haar ontwikkeling; op 31 juli was Ana weer een tropische depressie. Daarna draaide zij bij naar het noordwesten en noorden. Ten oosten van de Amerikaanse kust kwam zij onder gunstigere omstandigheden en werd weer een tropische storm op 3 augustus. Ana trok naar het oosten de Atlantische Oceaan op en verloor dezelfde dag nog haar tropische kenmerken.

### Orkaan Blanche
Op 11 augustus ontwikkelde zich uit een tropische onweersstoring een tropische depressie ten noorden van de Bahama's. De depressie ontwikkelde zich zeer snel tot een tropische storm en orkaan op dezelfde dag en trok in een hoog tempo naar het noordoosten. Daardoor was Blanche de volgende dag al zo noordelijk geraakt, dat zij haar tropische kenmerken verloor.

### Orkaan Camille
In het voorjaar van 1969 slaagde Camille Hope voor haar highschooldiploma. Haar trotse vader John Hope, meteoroloog bij het National Hurricane Center in Miami plaatste haar naam op de lijst (destijds werden de lijsten nog niet volgens strenge conventies samengesteld; de namen moesten alleen vrouwelijk zijn en op alfabetische volgorde zijn gerangschikt). Dit bleef niet zonder gevolgen.
Op 5 augustus trok een tropische onweersstoring van de Afrikaanse kust naar het westen. Deze storing trok de Atlantische Oceaan over, de Caraïbische Zee binnen zonder tot ontwikkeling te komen. In deze sterke storing met windkracht 8 Beaufort, ontwikkelde zich op 14 augustus in de buurt van Grand Cayman een gesloten circulatie, zodat het systeem meteen werd gepromoveerd tot tropische storm Camille. Camille volgde de warme zeestroom die vanuit de Caraïbische Zee, door de Straat Yucatan warm zeewater de Golf van Mexico binnenvoert. Door deze stroom werden tijdens het seizoen 2005 Katrina, Rita en Wilma ontwikkeld tot orkanen van de vijfde categorie. Camille won dan ook snel aan kracht en bereikte de derde categorie, voordat Camille op 15 augustus landde op het uiterste westen van Cuba. Daardoor verzwakte zij tijdelijk, maar weer boven de Golf van Mexico groeide zij, terwijl zij haar noordelijke koers voortzette, snel uit tot een orkaan van de vijfde categorie.
Op 17 augustus bereikte Camille, vlak voor zij op de Mississippidelta in Louisiana landde, een druk van 905 mbar en windsnelheden van 335 km/uur. Daarna landde zij nogmaals in Bay St Louis, Mississippi. Op 19 augustus werd Camille een tropische depressie en trok naar het oosten. Zij bracht zeer veel regen; hoeveelheden tot 790 mm zover noordelijk als Virginia. Camille werd ten oosten van Virginia, boven de oceaan weer een tropische storm en trok verder oostwaarts, waarna zij oploste. Destijds was Camille de op een na kostbaarste orkaan die de Verenigde Staten ooit had getroffen. Ook had Camille de op een na laagste druk bij landing. Camille eiste ten minste 256 mensenlevens en richtte zeer veel schade aan, $1.420.000.000,- gecorrigeerd voor inflatie $9 miljard. Tot de komst van Katrina was Camille het ijkpunt, waartegen andere orkaan werden gemeten. Katrina was weliswaar een orkaan van de derde categorie toen zij landde, maar omdat zij veel groter was en haar stormveld veel breder, kon zij wel meer schade aanrichten dan Camille en over een groter gebied dan Camille.

### Orkaan Debby
Op 14 augustus ontstond er een tropische depressie uit een tropische onweersstoring halverwege de Afrikaanse kust en de Bovenwindse Eilanden. Deze trok naar het westnoordwesten en werd de volgende dag tropische storm Debby. Debby promoveerde op 16 augustus tot een orkaan en op 18 augustus bereikte ze de derde categorie. De volgende drie dagen probeerde men de orkaan af te zwakken met het uitstrooien van zilverjodide boven haar wolken. Debby's intensiteit fluctueerde, maar het is nooit duidelijk geworden of dit ten gevolge van het zilverjodide was. Debby draaide naar het noorden, passeerde op 24 augustus ten zuidoosten van Newfoundland en de volgende dag verloor Debby ten zuiden van Groenland haar gesloten circulatie.

### Tropische storm Eve
Ten noorden van de Bahama's ontwikkelde een sterk koufront convectie en een warm centrum, waardoor zich op 25 augustus een tropische depressie vormde die naar het oosten trok. Deze werd snel tropische storm Eve. Eve bereikte de volgende dag haar hoogtepunt, maar door het aanzuigen van koudere lucht ten noorden van haar, loste zij op op 27 augustus.

### Orkaan Francelia
Op 29 augustus vormde zich in de buurt van Trinidad en Tobago een tropische depressie uit een tropische onweersstoring, die tien dagen eerder van de Afrikaanse kust westwaarts was getrokken. In dit gebied is cyclogenesis erg zeldzaam. Deze depressie trok verder naar het westnoordwesten en werd de volgende dag tropische storm Francelia. Op 1 september bereikte Francelia orkaanstatus en werd later een orkaan van de derde categorie, voordat zij aan land kwam in Belize op 3 september. Boven land loste Francelia de volgende dag snel op. Na drie dagen kwamen de restanten van Francelia boven de Grote Oceaan, waar de omstandigheden gunstig waren. De storing reorganiseerde zich en werd ten slotte orkaan Glenda, die parallel aan de Mexicaanse westkust trok en op 12 september verdween. Francelia eiste ten minste 100 mensenlevens en veroorzaakte meer dan $4.700.000,- schade. Hoewel de naam sindsdien nooit meer gebruikt is, is nooit daartoe officieel besloten.

### Orkaan Gerda
Boven de Bahama's ontstond op 6 september een tropische depressie uit een westwaarts trekkende, tropische onweersstoring. Deze trok over Florida, veranderde toen van koers en trok naar het noordoosten, weer de Atlantische Oceaan op. Zij werd op 8 september tropische storm Gerda, draaide meer naar het noorden en werd dezelfde dag nog een orkaan. De volgende dag bereikte Gerda de derde categorie, maar verzwakte daarna. Op 10 september landde Gerda als orkaan in Maine, maar verloor snel boven Labrador haar tropische kenmerken.

### Orkaan Holly
Op 14 september ontstond een tropische depressie uit een tropische onweersstoring ten oosten van de Bovenwindse Eilanden. Deze depressie trok naar het noordwesten en aanvankelijk leken de omstandigheden gunstig. De volgende dag promoveerde de depressie tot tropische storm Holly en later tot orkaan Holly. Holly ontwikkelde echter nooit een goed georganiseerde afvoer (De zogenaamde outflow is een teken, dat de cycloon de opstijgende lucht snel kwijt kan, dit is een voorwaarde voor het verder ontwikkelen van tropische cyclonen). Bovendien trok een trog van lage druk hoog in de atmosfeer Holly verder aan flarden en Holly verzwakte tot een tropische depressie, voordat zij de Bovenwindse Eilanden bereikte. Op 21 september loste tropische depressie Holly op boven de Caraïbische Zee.

### Orkaan Inga
Op 20 september ontstond ten oosten van de Bovenwindse Eilanden een tropische depressie, die naar het westnoordwesten trok. Zij groeide de volgende dag uit tot tropische storm Inga, maar verzwakte later weer tot tropische depressie Inga. Inga boog af naar het noordnoordwesten, voordat zij het Caraïbisch gebied bereikte. Op 28 september werd zij opnieuw een tropische storm en op 30 september een orkaan. Inga draaide in twee lussen met de wijzers van de klok mee over de Atlantische Oceaan. Tijdens deze periode bereikte Inga haar hoogtepunt als orkaan van de derde categorie. Op 15 oktober loste zij op, zij kwam nooit boven land. Inga's bestaan duurde 25 dagen; de op drie na langste periode, dat een tropische cycloon zich kon handhaven.

### Orkaan 10
Op 21 september vormde zich een subtropische depressie ten oosten van North Carolina. Deze trok naar het noordoosten en werd dezelfde dag nog een subtropische storm. De volgende dag werd de subtropische storm orkaan 10. Orkaan 10 loste ten slotte op 26 september op ten zuiden van Newfoundland.

### Tropische storm 11
Ook tropische storm 11 kwam voort uit een subtropische depressie, die op 24 september ten zuidwesten van de Azoren ontstond. Deze trok naar het westen en werd later een subtropische storm. Toen keerde hij naar het noorden en werd tropische storm 11. Op 29 september verdween de storm ten oosten van Newfoundland als gevolg van stroming in de atmosfeer en koude luchtmassa's.

### Subtropische storm 1
Een lagedrukgebied in de hogere lagen van de troposfeer boven de Straat Yucatan veroorzaakte veel buien en de ontwikkeling van convectie. Uit dit systeem kwamen drie verschillende (sub)tropische depressies voort. De eerste was een tropische depressie, die snel weer oploste. Op 29 september vormde zich hieruit een subtropische depressie, die noordwaarts trok. De subtropische depressie werd nooit een volwaardige tropische storm, maar wel een subtropische storm met windsnelheden tot 110 km/uur. Voordat de storm het noordwesten van Florida bereikte op 1 oktober, was hij weer gedegradeerd tot subtropische depressie. De derde tropische depressie die uit het systeem voortkwam, werd tropische storm Jenny.

### Tropische storm Jenny
De derde tropische depressie uit het systeem, dat ook subtropische storm 1 had voortgebracht ontstond boven de Caraïbische Zee en trok over Cuba naar de westelijke kust van Florida. Boven de golf van Mexico promoveerde de depressie tot tropische storm Jenny. Jenny trok over het schiereiland Florida, bereikte de Atlantische Oceaan als tropische depressie en keerde toen naar het westen terug naar het al doorweekte Florida. Jenny trok de Golf van Mexico weer in, maar werd nooit meer een tropische storm. Jenny loste op ten zuiden van Louisiana op 6 oktober.

### Orkaan Kara
Een trog van lage druk met koude kern transformeerde zich op 7 oktober tot een tropische depressie boven de Atlantische Oceaan. Deze trok naar het noordoosten en versterkte zich tot tropische storm Kara. Kara fuseerde met een lagedrukgebied, hoog in de atmosfeer. Kara was nauwelijks tropisch van karakter, maar kwam onder gunstigere omstandigheden en kon zich verder ontwikkelen. Op 15 oktober werd Kara een orkaan en later zelfs een orkaan van de tweede categorie. Op 19 oktober verloor Kara haar tropische kenmerken.

### Orkaan Laurie
Boven het westen van de Caraïbische Zee vormde zich op 17 oktober een tropische depressie, die naar het noordwesten trok, over het schiereiland Yucatán. Aangezien de gesloten circulatie zich niet in alle lagen van de atmosfeer had doorgezet, landde het systeem als depressie en kon zich pas boven de Golf van Mexico verder ontwikkelen tot tropische storm Laurie. Laurie werd dezelfde dag nog een orkaan. Toen draaide Laurie een lus met de wijzers van de klok mee over de Golf van Mexico. Toen zij ten slotte naar het zuidwesten koerste, nam zij in kracht af en landde in Mexico als een zwakke tropische depressie op 27 oktober, die spoedig oploste.

### Tropische storm 16
Op 28 oktober vormde zich een subtropische depressie ten westzuidwesten van de Azoren. Deze trok naar het noordwesten en draaide later naar het oosten. De volgende dag won dit systeem meer tropische kenmerken en werd de volgende dag gepromoveerd tot tropische storm 16. Op 31 oktober verloor tropische storm 16 zijn tropische kenmerken ten westen van de Azoren.

### Orkaan 17
Eind oktober trok een niet-tropische storm ten zuiden van Newfoundland naar het zuidoosten en won gaandeweg aan tropische kenmerken. Op 31 oktober werd het lagedrukgebied een subtropische storm. Terwijl de subtropische storm verder naar het zuidoosten trok, nam hij nog meer tropische kenmerken aan en werd een orkaan op 4 november. De orkaan naderde de Azoren, maar verzwakte voor hij over de eilanden trok. Op 7 november verloor de orkaan zijn tropische kenmerken.

### Orkaan Martha
Eind november ontwikkelde een cyclonale circulatie boven het zuidwesten van de Caraïbische Zee meer en meer convectie. Op 21 november werd dit tropische storm Martha. Martha ontwikkelde zich snel tot een sterke orkaan van de eerste categorie. Martha dreef langzaam naar het zuiden, in de richting van de kust van Panama. Martha verzwakte tot tropische storm voordat zij op 24 november in Panama landde. Martha was de eerste tropische storm die Panama trof. De volgende dag loste Martha op boven Panama. Martha veroorzaakte veel aardverschuivingen ten gevolge van haar overvloedige regenval en eiste vijf mensenlevens.
Martha was de eerste tropische cycloon met de letter M. Het zou tot 1990 duren voordat de M weer zou worden gebruikt en sindsdien kwam bijna ieder seizoen aan de letter M toe.

## Namen
De volgende lijst met namen werd gebruikt. Later werd besloten de naam Camille nooit meer te gebruiken.
| - Anna - Blanche - Camille - Debbie - Eve - Francelia - Gerda | - Holly - Inga - Jenny - Kara - Laurie - Martha - Netty (niet gebruikt) | - Orva (niet gebruikt) - Peggy (niet gebruikt) - Rhoda (niet gebruikt) - Sadie (niet gebruikt) - Tanya (niet gebruikt) - Virgy (niet gebruikt) - Wenda (niet gebruikt) |